# 고명 (의식)
고명(顧命)은 세종실록 부록 오례중 하나인 흉례의식의 하나로 임금이 죽기 전에 왕세자와 신하들을 모아놓고 유언을 발표하는 과정을 적은 것이다. 조선의 세종실록의 오례에 따르면 그 예식은 다음과 같다. 임금이 병으로 위중하게 되면 내시부의 액정서(掖庭署)에서 사정전(思政殿)에 도끼그림이 수 놓아져 있는 붉은 비단으로 만든 병풍을 설치하고 내시가 부축하여 수레나 가마를 타고 그곳으로 행차하여(악장: 幄帳) 그 안의 의자(궤: 几)에 기대앉을 수 있도록 왕세자가 임금을 곁에서 모신다. 왕이 친하게 지내던 신하들과 가까운 신하들을 불러 서로 얼굴을 대해 보고 유언을 발표(발포: 發布)한다. 왕세자와 신하들이 유언을 함께 받고, 이를 마치면, 신하들은 물러나가서 전위유교(傳位遺敎)를 작성한다고 했다. 내명부 소속의 비 들이 사망했을 시에는 이러한 단계를 밟지 않는다.

## 같이 보기
- 오례
- 흉례의식

## 참고 문헌
1. ↑  조선왕조실록 세종실록 부록 오례 중 흉례 의식 아래 고명